# 曼德里察拉
曼德里察拉是馬達加斯加的城市，由索非亞區負責管轄，位於該國北部，海拔高度322米，從事農業、畜牧業和服務業的人口分別佔40%、35%和25%，2001年人口17,000。
15°50′S 48°49′E / 15.833°S 48.817°E